# Torsken
Torsken fue un municipio de Noruega que estaba ubicado en la costa occidental de la gran isla de Senja en el antiguo condado de Troms. El municipio existió desde 1902 hasta su disolución en 2020 cuando se fusionó con el nuevo municipio de Senja. El centro administrativo del municipio era el pueblo de Gryllefjord. Otros pueblos del municipio eran Torsken, Medby, y Flakstadvåg.

## Historia
El municipio fue fundado el 1 de enero de 1902 al ser separado del municipio de Berg. Inicialmente tenía 1229 habitantes. El 1 de enero de 1964 Rødsand fue transferida al municipio de Tranøy.

### Etimología
El nombre proviene de la granja Torsken (nórdico antiguo: Þoskar), que a su vez proviene de la montaña del mismo nombre, cuyo origen deriva del noruego þo(r)skr que significa "bacalao" (un gran número de montañas tienen nombre de peces.)

## Economía

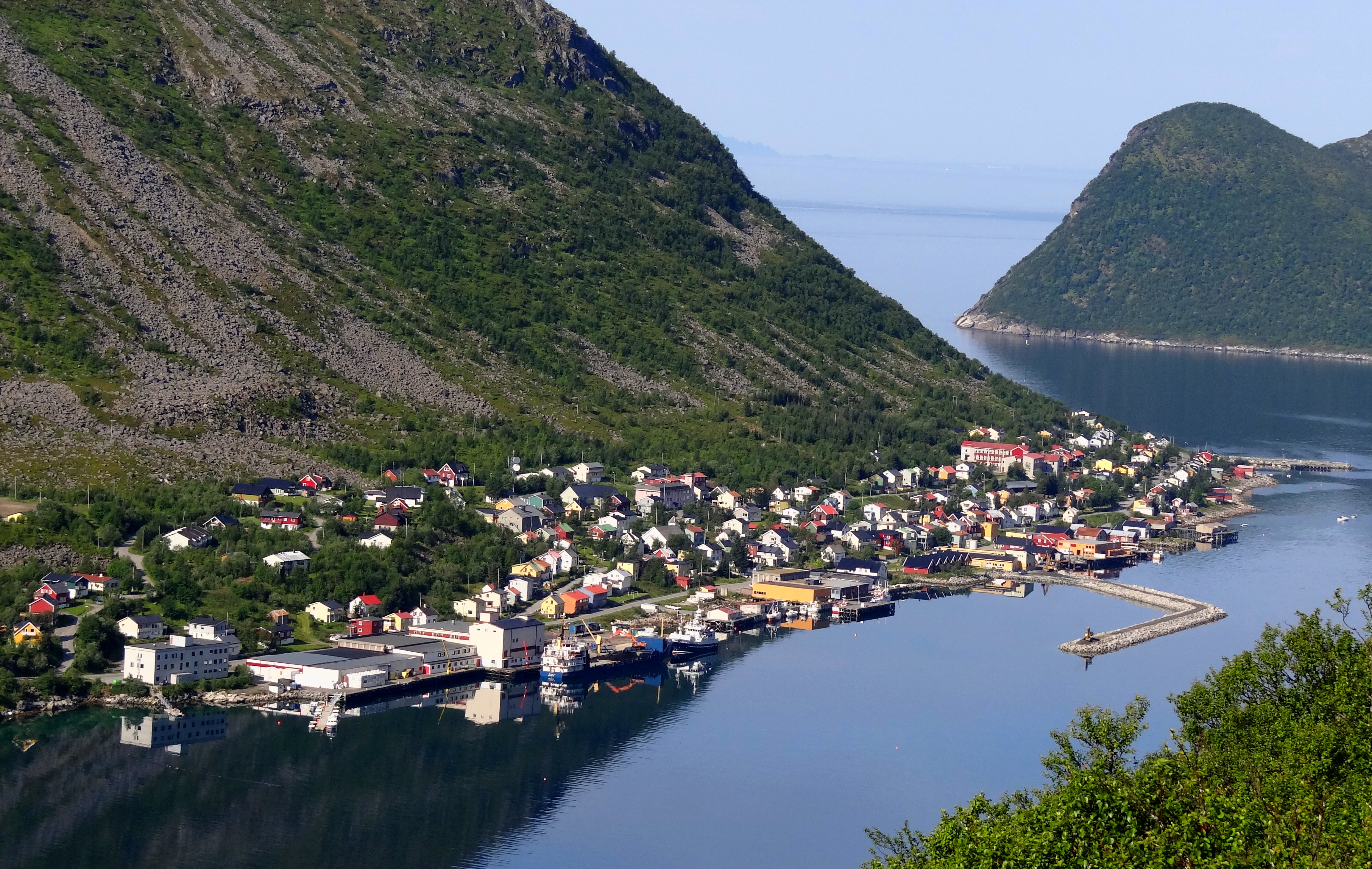
Gryllefjord

La mayor parte de la población habita en Gryllefjord, en la zona norte. El segundo asentamiento en importancia es Torsken, que está unos pocos kilómetros al sur. Medby, Grunnfarnes y Flakstadvåg completan la lista. Todas las localidades son pesqueras. La cercanía a zonas pesqueras importantes como el archipiélago de Vesterålen favorecen al rubro. En 2004 se procesaron 9,8 millones de toneladas de pescado por un valor de 76,3 coronas.
También hay algo de actividad forestal y agrícola. Hay 5 granjas que tienen más de 0,005 km².

## Transportes
El ferry de Andenes–Gryllefjord cruza de Andfjorden a Andenes en la isla de Andøya y está operativo durante el verano del hemisferio norte. La locación aislada de las villas impide una comunicación rápida. Hay que conducir por Berg y Tranøy antes de retornar a Torsken.

## Gobierno
El municipio se encarga de la educación primaria, asistencia sanitaria, atención a la tercera edad, desempleo, servicios sociales,  desarrollo económico, y mantenimiento de caminos locales.

### Concejo municipal
El concejo municipal (Kommunestyre) tiene 15 representantes que son elegidos cada 4 años y estos eligen a un alcalde. Estos son:

### Torsken Kommunestyre 2015-2019
| Partido                     | Número representantes |
| --------------------------- | --------------------- |
| Partido Laborista Noruego   | 9                     |
| Partido de Centro (Noruega) | 6                     |

## Geografía
Torsken está en una zona accidentada de Senja. Varios fiordos como los de Sifjorden, Selfjorden, Torskefjorden, Gryllefjorden y Skipsfjorden cortan la línea costera. Entre las montañas hay depresiones estrechas y profundas. Estos valles contienen marismas o lagos. La roca madre se compone de gneiss y granito.

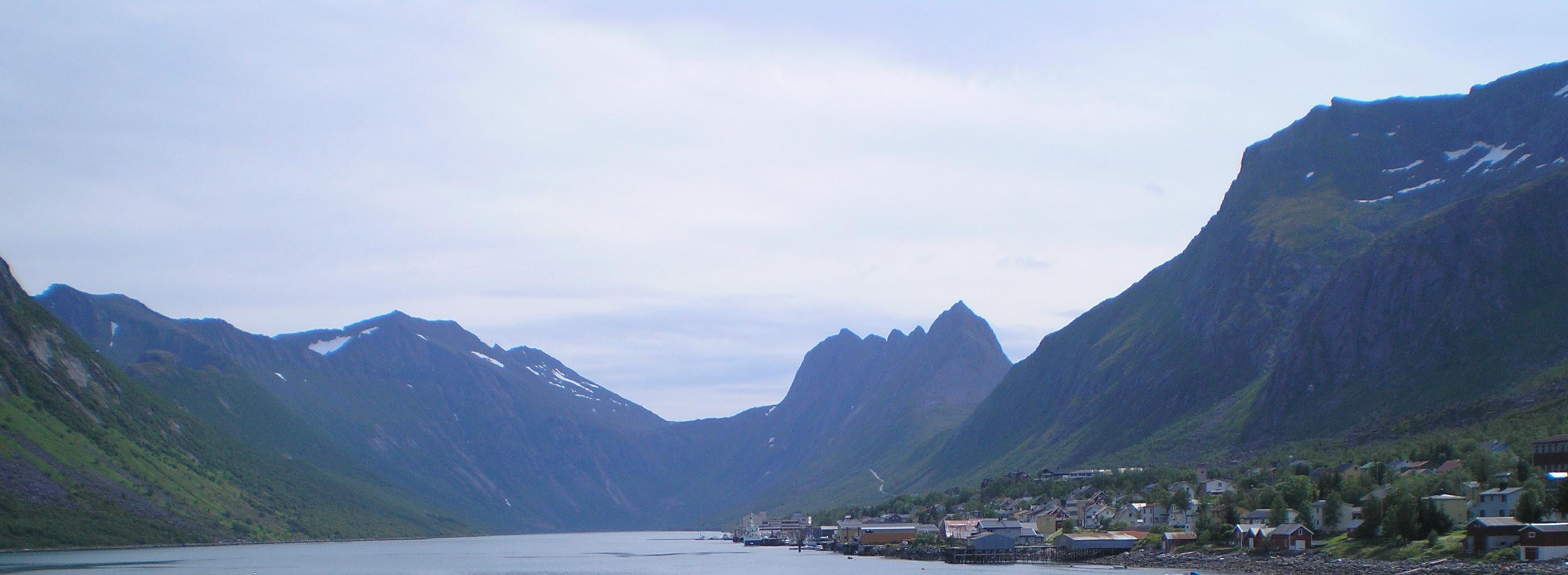
Vista del Gryllefjord